# Gediminas Kirkilas
Gediminas Kirkilas (Vilnius, 30 de agosto de 1951 – 20 de abril de 2024) foi um primeiro-ministro da Lituânia. Ele foi nomeado em 4 de Julho de 2006 após o governo de Zigmantas Balčytis, o primeiro-ministro provisório, que não conseguiu reunir o apoio necessário da Seimas. Kirkilas conseguiu obter o apoio necessário do Seimas em 4 de Julho de 2006.

## Biografia
Depois ele regressou da obrigatoriedade do serviço militar, onde esteve entre 1972 a 1978, trabalhou em muitos monumentos culturais (por exemplo, igrejas e o Palácio Verkiai), empreendendo obras de restauração. Em 1978-1982, ele estudou Ciências Políticas. Após a formatura, começou a trabalhar no Partido Comunista da Lituânia e teve diversos cargos no mesmo. Após Algirdas Brazauskas se ter tornado secretário do partido, Kirkilas tornou-se no seu secretário.
Desde a independência do país, declarada em 11 de Março de 1990, Kirkilas estava envolvido nos assuntos de Estado e foi eleito quatro vezes (em 1992, 1996, 2000 e 2004) para o Seimas pelo Partido Social Democrata da Lituânia. Ele tornou-se Ministro da Defesa da Lituânia desde 7 de Dezembro de 2004.
Em 2004, ele recebeu um MBA da International Business School, em Vilnius.
Em 2006, foi nomeado como primeiro-ministro do seu país, permanecendo no cargo até 2008.
Em Janeiro de 2007, foi elogiado no The Economist como um herói cujos "resultados têm superado muitas expectativas".
Morreu em 20 de abril de 2024.